# Martin Uldal
Martin Uldal (ur. 23 maja 2001 w Kristiansand) – norweski biathlonista, wielokrotny medalista mistrzostw świata juniorów.
Pierwszy raz na arenie międzynarodowej pojawił się w 2019 roku, startując na olimpijskim festiwalu młodzieży Europy w Sarajewie. Zajął tam 24. miejsce w biegu indywidualnym i 24. w sprincie. Na rozgrywanych rok później mistrzostwach świata juniorów w Lenzerheide zdobył złoty medal w sztafecie. Ponadto na mistrzostwach świata juniorów w Soldier Hollow w 2022 roku zajął trzecie miejsce w biegu indywidualnym, sprincie, biegu pościgowym i sztafecie.
W zawodach Pucharu Świata zadebiutował 18 marca 2022 roku w Oslo, zajmując 20. miejsce w sprincie. Tym samym już w swoim debiucie zdobył pierwsze punkty. Na podium zawodów tego cyklu po raz pierwszy stanął 19 grudnia 2024 roku w Le Grand-Bornand, wygrywając rywalizację w sprincie. W zawodach tych wyprzedził swego rodaka - Johannesa Thingnesa Bø i Szweda Sebastiana Samuelssona.

## Osiągnięcia

### Mistrzostwa świata
| Rok  | Miejscowość | Konkurencje | Konkurencje | Konkurencje | Konkurencje | Konkurencje | Konkurencje | Konkurencje |
| Rok  | Miejscowość | IN          | SP          | PU          | MS          | RL          | MR          | SR          |
| ---- | ----------- | ----------- | ----------- | ----------- | ----------- | ----------- | ----------- | ----------- |
| 2025 | Lenzerheide | 43.         | 6.          | 12.         | 21.         | –           | –           | –           |

### Mistrzostwa świata juniorów
| Rok  | Miejscowość    | Konkurencje | Konkurencje | Konkurencje | Konkurencje | Konkurencje | Konkurencje | Konkurencje |
| Rok  | Miejscowość    | IN          | SP          | PU          | MS          | RL          | MR          | SR          |
| ---- | -------------- | ----------- | ----------- | ----------- | ----------- | ----------- | ----------- | ----------- |
| 2020 | Lenzerheide    | 6.          | 14.         | 7.          | nd.         | 1.          | nd.         | nd.         |
| 2022 | Soldier Hollow | 3.          | 3.          | 3.          | nd.         | 3.          | nd.         | nd.         |

### Puchar Świata

#### Miejsca w klasyfikacji generalnej
| Sezon     | Miejsce |
| --------- | ------- |
| 2021/2022 | 75.     |
| 2024/2025 | 11.     |

#### Miejsca na podium indywidualnie
| Lp. | Dzień      | Rok  | Miejscowość      | Konkurencja     | Lokata | Pudła | Czas biegu | Strata | Zwycięzca |
| --- | ---------- | ---- | ---------------- | --------------- | ------ | ----- | ---------- | ------ | --------- |
| 1.  | 19 grudnia | 2024 | Le Grand-Bornand | Sprint na 10 km | 1.     | 0+0   | 23:13,5    | –      | –         |